# 金井裕
金井裕（かない ゆう、1934年2月10日 - ）は、フランス文学者、翻訳家、茨城キリスト教大学名誉教授。
東京生まれ。本名・裕吉。京都大学文学部仏文科卒、1959年東京大学文学部仏文科卒。シオン短期大学教授、茨城キリスト教大学短期大学部教授、2004年定年退任、名誉教授。2006年のシオラン『カイエ1957-1972』で日本翻訳文化賞受賞。エミール・シオランを多く翻訳した。

## 翻訳
- ミッシェル・カルージュ『カフカ対カフカ』審美社 1970
- ロジェ・カイヨワ『夢について あるいは暗黒の島の虜人』思潮社 1971、のち改題『夢の現象学』
- オルガ・ベルナール『ロブ=グリエ論 不在の小説』審美社 1971
- マヤ・ゴート『シュルレアリスムとカフカ』審美社 1972
- アルベール・チボーデ『内面の作家 ボードレール・フロマンタン・アミエル』梶野吉郎、川端康夫共訳 而立書房 1974
- パーヴェル・アイスナー『カフカとプラハ』小林敏夫共訳 審美社 1975
- ロジェ・カイヨワ『物語ポンス・ピラト』審美社 1975
- 『E.M.シオラン選集 4　時間への失墜』国文社 1976
- ベルンハルト・グレトウイゼン『神話と肖像』国文社 1977
- ロジェ・カイヨワ『旅路の果てに アルペイオスの流れ』法政大学出版局 叢書・ウニベルシタス 1982
- E.M.シオラン『悪しき造物主』法政大学出版局 叢書・ウニベルシタス 1984
- E.M.シオラン『四つ裂きの刑』法政大学出版局 叢書・ウニベルシタス 1986
- E.M.シオラン『オマージュの試み』法政大学出版局 叢書・ウニベルシタス 1988
- クレマン・ロセ『現実とその分身 錯覚にかんする試論』法政大学出版局 叢書・ウニベルシタス 1989
- ミラン・クンデラ『小説の精神』浅野敏夫共訳　法政大学出版局 叢書・ウニベルシタス 1990
- E.M.シオラン『涙と聖者』紀伊国屋書店 1990
- E.M.シオラン『絶望のきわみで』紀伊国屋書店 1991
- E.M.シオラン『思想の黄昏』紀伊国屋書店 1993
- E.M.シオラン『欺瞞の書』法政大学出版局 叢書・ウニベルシタス 1995
- E.M.シオラン『敗者の祈祷書』法政大学出版局 叢書・ウニベルシタス 1996
- シルヴィー・ジョドー『シオラン あるいは最後の人間』法政大学出版局 叢書・ウニベルシタス 1997
- 『シオラン対談集』法政大学出版局 叢書・ウニベルシタス 1998
- パトリス・ボロン『異端者シオラン』法政大学出版局 叢書・ウニベルシタス 2002
- E.M.シオラン『カイエ 1957-1972』法政大学出版局 2006
- 『ポンス・ピラト ほか カイヨワ幻想物語集』景文館書店 2013
- E.M.シオラン『ルーマニアの変容』法政大学出版局 叢書・ウニベルシタス 2013

## 参考
- [ISBN 978-4-588-00745-3]
- 『現代日本人名録』2002年